# Esbjerg Brand og Redning
Det tidligere Esbjerg Brand og Redning omfattede beredskabsstationerne i Esbjerg, Bramming og Ribe, med i alt 6 slukningstog.
De 3 slutningstog er placeret i Esbjerg, et i Bramming og to i Ribe. I Esbjerg varetager Falck 1. udrykningen (1 minuts beredskab) medens Esbjerg Brandvæsen (kommunalt deltids) varetager 2. og 3. udrykning med 5 minutters beredskab. I Bramming er det Bramming brandvæsen (Falck deltids) med 5 minutters beredskab, medens det i Ribe er Ribe brandvæsen (kommunalt deltids) med 5 minutters beredskab.
Derudover har Esbjerg Brand og Redning tilknyttet frivillige i Esbjerg, Bramming og Ribe til varetagelse af blandt andet stormflodsberedskab, supplerende brandslukning og forplejningsopgaver. De frivillige har samme uddannelse som øvrige i beredskabet, og indgår som en aktiv del af det supplerende daglige beredskab.
Esbjerg Brand og Redning tager sig af - ud over brandslukning - tilknyttede myndighedsopgaver, herunder brandteknisk byggesagsbehandling, brandsyn samt udstedelse af tilladelser til f.eks. fyrværkerisalg. I dag er Esbjerg Brand og redning sammenlagt med Varde og Fanø redningsberedskaber under navnet Sydvestjysk Brandvæsen. Hovedbrandstationen er dog Stadig Beredskabsstationen i Esbjerg , hvor også administrationen har til huse
| Beredskabet | Spire Denne artikel om beredskabet er en spire som bør udbygges. Du er velkommen til at hjælpe Wikipedia ved at udvide den. |

|  | Denne artikel kan blive bedre, hvis der indsættes geografiske koordinater Denne artikel omhandler et emne, som har en geografisk lokation. Du kan hjælpe ved at indsætte koordinater i wikidata. |

|  | Denne artikel om en virksomhed kan blive bedre, hvis der indsættes et (bedre) billede. Du kan hjælpe ved at afsøge Wikimedia Commons for et passende billede eller lægge et op på Wikimedia Commons med en af de tilladte licenser og indsætte det i artiklen. |